# Pantai Baru (kecamatan Kelumpang Selatan)
Pantai Baru – wieś (desa) w kecamatanie Kelumpang Selatan, w kabupatenie Kotabaru w prowincji Borneo Południowe w Indonezji.
Miejscowość ta leży w północno-środkowej części kecamatanu.